# Exterminador Operación R.D.
Exterminador Operación R.D. es el noveno álbum producido por el cantante cristiano Redimi2  y el segundo de la trilogía Exterminador,  lanzado en conjunto con Operación P.R. 100X35, edición especial del primer álbum. Está dedicado a República Dominicana, el país natal del artista.   
El primer sencillo promocional fue “Dominicano Soy”. Este corte promocional fue publicado en la primera semana del mes de mayo de 2012 en la feria Expolit en la ciudad de Miami.
Contó con la participación de Daliza Cont., Dkano, y varios raperos dominicanos en el tema «7 En El Microfono RD» .

## Lista de canciones
1. «Intro Exterminio» 
 Producido por Ladkani Importz
2. «Dominicano Soy» 
 Producido por Effecto, Jetson El Supersónico
3. «Esperando por Ti (feat. Daliza Cont)» 
 Producido por StereoPhonics
4. «E Pa Lante Que Vamos» 
 Producido por Ladkani Importz, Alex Zurdo
5. «Si Estas Conmigo» 
 Producido por StereoPhonics
6. «Bienvenidos A Santo Domingo» 
 Producido por DJ Génesis, Jetson El Supersónico
7. «Que Dios Bendiga (feat. DKANO)» 
 Producido por StereoPhonics
8. «7 En El Microfono (feat. Natán El Profeta, La Discípula, Sarah La Profeta, JG, Romy Ram y Sr. Pérez)» 
 Producido por DJ Génesis
9. «Hip Hop Dominicano» 
 Producido por Scratch Master Jesus
10. «Raphy Mendez 4 Intro» 
 Producido por StereoPhonics
11. «Preso En Libertad» 
 Producido por StereoPhonics
12. «Outro Llamado» 
 Producido por Effecto

## Videos musicales
1. «Intro Exterminio»
2. «Esperando por Ti (feat. Daliza Cont)»
3. «Si Estas Conmigo»